# Riquewihr
Riquewihr település Franciaországban, Haut-Rhin megyében. Lakosainak száma 1004 fő (2022. január 1.). Riquewihr Beblenheim, Zellenberg, Aubure, Hunawihr, Kaysersberg-Vignoble, Mittelwihr és Ribeauvillé községekkel határos.

## Népesség
A település népessége az elmúlt években az alábbi módon változott:
| Lakosok száma | 1162 | 1109 | 1103 | 1077 | 1081 | 1090 | 1061 | 1032 | 1004 |
|               | 2013 | 2015 | 2016 | 2017 | 2018 | 2019 | 2020 | 2021 | 2022 |